# Oskar Hoffmann (Politiker, 1838)
Oskar Hoffmann (* 1838; † 1909) war Knappschaftsdirektor und von 1880 bis 1909 Stadtverordneter der Stadt Bochum. Ab 1882 zählte er neben Emil Kirdorf und Arthur Lindenberg zum Vorstand der Gelsenkirchener Bergwerks-AG. Er war Mitglied der Bochumer Freimaurerloge Zu den drei Rosenknospen.
1929 wurde in Bochum die „Oskar-Hoffmann-Straße“ nach ihm benannt.
An der im November 1993 in Betrieb genommenen U-Bahn-Linie 35 gibt es eine Station mit seinem Namen. 